# Списак градоначелника Источног Сарајева
Градоначелник је носилац извршне власти у  Граду  Источно Сарајево. Улога градоначелника је да представља и заступа Град, оснива Градску управу,  руководи њеним радом  и одговоран је за њен рад. Дужности градоначелника дефинисане су Законом о локалној самоуправи Републике Српске  и Законом о Граду Источно Сарајево. . Сједиште градоначелника је у Административном центру града Источно Сарајево, који се налази у Улици Стефана Немање 14 у Источном Новом Сарајеву.

## Градоначелници
Први локални избори у Републици Српској одржани су 1997. године. Од тада до данас, на челу града било је 8 градоначелника. Они су, хронолошки, били: 
| Редни број | Слика | Име (Рођење-Смрт)               | Трајање мандата | Трајање мандата | Странка | Странка                           | Напомена                                                                          |
| ---------- | ----- | ------------------------------- | --------------- | --------------- | ------- | --------------------------------- | --------------------------------------------------------------------------------- |
| 1          |       | Мирко Шаровић (р. 1956)         | 1997.           | 1999.           |         | Српска демократска странка        | 1999. године изабран за предсједника Републике Српске.                            |
| 2          |       | Предраг Ласица (1955 - 2003)    | 2000.           | 2003.           |         | Српска демократска странка        | Остао на функцији до изненадне смрти 25. јуна 2003.                               |
| 3          |       | Миливоје Гутаљ (?)              | 2003.           | 2005.           |         | Српска демократска странка        | Остао на функцији до краја мандата, након смрти претходног градоначелника.        |
| 4          |       | Радомир Кезуновић (р. 1950)     | 2005.           | 2009.           |         | Српска демократска странка        | Први градоначелник након промјене имена града Српско Сарајево у Источно Сарајево. |
| 5          |       | Винко Радовановић (1957 - 2021) | 2009.           | 2013.           |         | Партија демократског прогреса     |                                                                                   |
| 6          |       | Ненад Самарџија (р. 1958)       | 2013.           | 2017.           |         | Српска демократска странка        |                                                                                   |
| 7          |       | Ненад Вуковић (р. 1978)         | 2017.           | 2020.           |         | Партија демократског прогреса     |                                                                                   |
| 8          |       | Љубиша Ћосић (р. 1979)          | 2020.           | траје           |         | Савез независних социјалдемократа | Први градоначелник изабран директним путем.                                       |

## Избор градоначелника

### Непосредни избор
Град Источно Сарајево административно је подијељен на 6 општина: Општина Источно Ново Сарајево, Општина Источна Илиџа, Општина Источни Стари Град, Општина Пале, Општина Соколац и Општина Трново (Источно Сарајево). Једини је град у Републици Српској који се састоји из више општина. Од 1997. до 2020. године, градоначелник Источног Сарајева бирао се непосредно. Непосредни начин подразумијевао је да се у свакој општини директно бирају одборници скупштина општина, а онда се из сваке општине делегирају одборници за Скупштину Града Источно Сарајево. Скупштина Источног Сарајева укупно има 31 одборника. Свака општина делегира следећи број одборника: 
- Општина Пале - 8 одборника,
- Општина Источна Илиџа - 6 одборника,
- Општина Соколац - 6 одборника,
- Општина Источно Ново Сарајево - 5 одборника,
- Општина Источни Стари Град - 3 одборника,
- Општина Трново - 3 одборника.

Одборници се делегирају на основу пропорционалне заступљености политичких странака у општинским скупштинама. Градоначелника предлажу одборници Скупштине града, а избор се вршио већинским гласањем.

### Разлози промјене избора
У фебруару 2020. године, клуб посланика  СНСД-а предложио је Народној Скупштини Републике Српске измјену Изборног закона Републике Српске. Основни аргументи за измјену закона били су резултати Локалних избора 2016. године, на коме је коалиција  СНСД- ДНС- СП освојила укупно 19.433 гласова, док је коалиција  СДС- ПДП имала 18.883 гласова. Иако су на територији Града Источно Сарајево имали већи број гласова, због непосредног избора градоначелника, коалиција окупљена око СНСД-а изгубила је градоначелнички мандат.

### Директни избор
Локални избори у Републици Српској 2020. године, одржани 15. новембра били су први избори на којима су грађани Источног Сарајева могли да директним путем изаберу градоначелника. Измјене изборног закона односиле су се само на избор градоначелника, али не и на избор градске скупштине, па је делегирање градских одборника остало непромијењено. 
За избор првог директно изабраног градоначелника кандидовало се 12 политичара. Највеће шансе имали су кандидати два највећа политичка блока у Републици Српској. Кандидат странака које су до тада чиниле градску власт, а биле опозиција на републичком нивоу, био је дотадашњи предсједник Скупштине града, Мирослав Лучић испред  СДС-а.  Противкандидат Лучићу био је дотадашњи начелник  Општине Источно Ново Сарајево, Љубиша Ћосић испред  СНСД-а.
| Општина               | Мирослав Лучић СДС | Мирослав Лучић СДС | Љубиша Ћосић СНСД | Љубиша Ћосић СНСД | Укупно важећих | Укупно гласова | Број гласача | Излазност |
| --------------------- | ------------------ | ------------------ | ----------------- | ----------------- | -------------- | -------------- | ------------ | --------- |
| Источна Илиџа         | 4.963              | 50,86%             | 4.493             | 46,04%            | 9.757          | 10.179         | 13.653       | 74,55%    |
| Источно Ново Сарајево | 1.933              | 28,23%             | 4.673             | 68,26%            | 6.845          | 7.399          | 10.779       | 68,08%    |
| Пале                  | 4.686              | 37,67%             | 6.774             | 54,45%            | 12.439         | 13.154         | 19.971       | 65,86%    |
| Соколац               | 3.512              | 48,20%             | 2.993             | 41,08%            | 7.285          | 7.632          | 10.681       | 71,45%    |
| Источни Стари Град    | 688                | 75,60%             | 205               | 22,52%            | 910            | 935            | 1.115        | 87,22%    |
| Трново                | 241                | 23,67%             | 591               | 58,05%            | 1.018          | 1.072          | 1.332        | 80,48%    |
| Укупно                | 16.023             | 43,47%             | 19.729            | 53,53%            | 36.859         | 40.360         | 57.531       | 70,15%    |